# Miconia manauara
Miconia manauara är en tvåhjärtbladig växtart som beskrevs av R. Goldenb., Caddah och Michelangeli. Miconia manauara ingår i släktet Miconia och familjen Melastomataceae. Inga underarter finns listade i Catalogue of Life.